# Route 864 (Islande)
Pour les articles homonymes, voir Route 864.
La Route 864 (Þjóðvegur 864) ou Hólsfjallavegur est une piste qui longe la rivière Jökulsá á Fjöllum et qui relie la Route 1, à l'est de Reykjahlíð, à la Route 85 au niveau d'Ásbyrgi. Cette piste est assez fréquentée en raison des nombreuses chutes d'eau situées à proximité, notamment Dettifoss. La piste est fermée pendant l'hiver.

## Trajet
- Route 1
- Selfoss
- Dettifoss
- Hafragilsfoss
- Réttarfoss
- Vigabjargsfoss
- Route 85

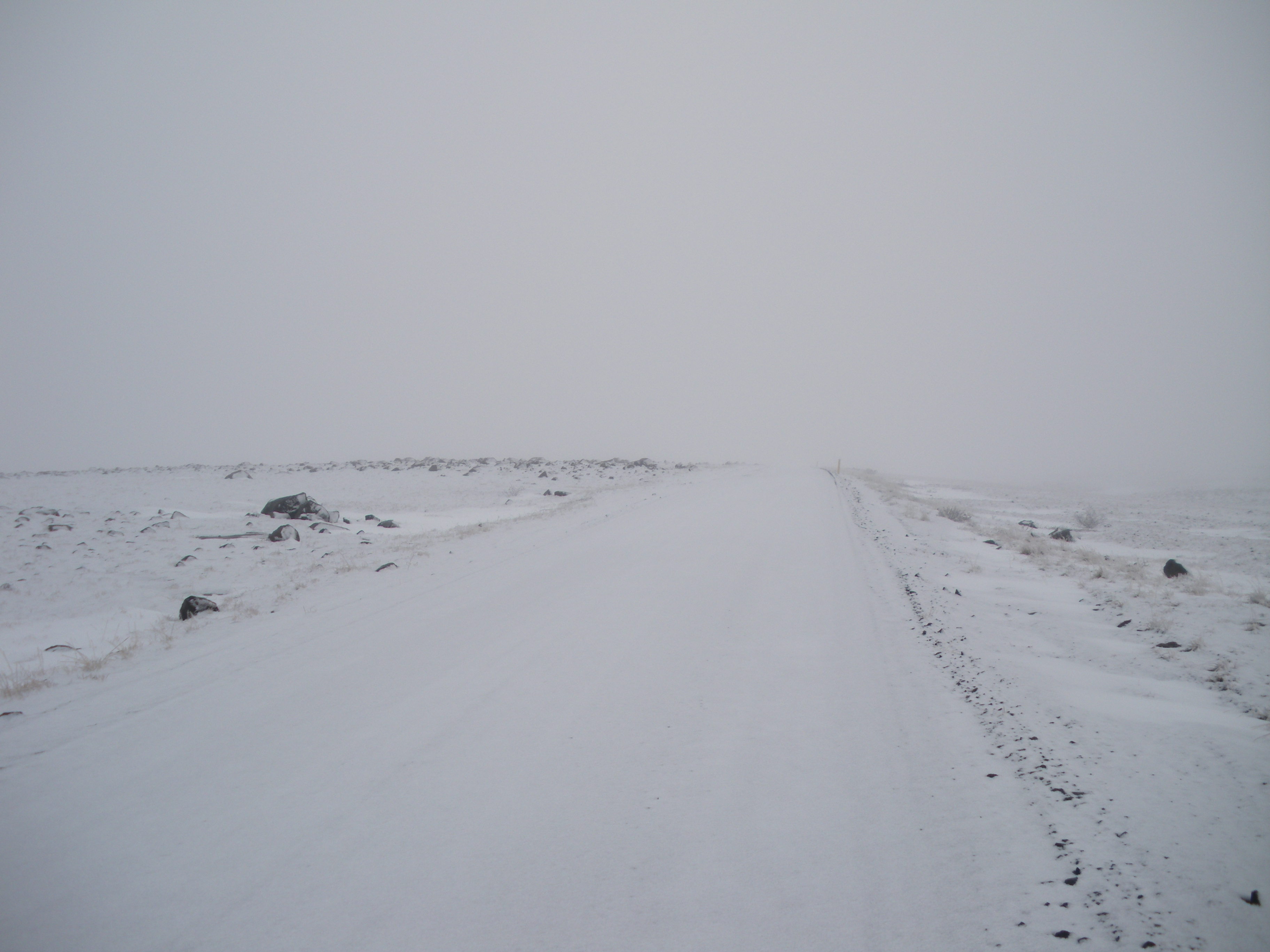
La piste en octobre.
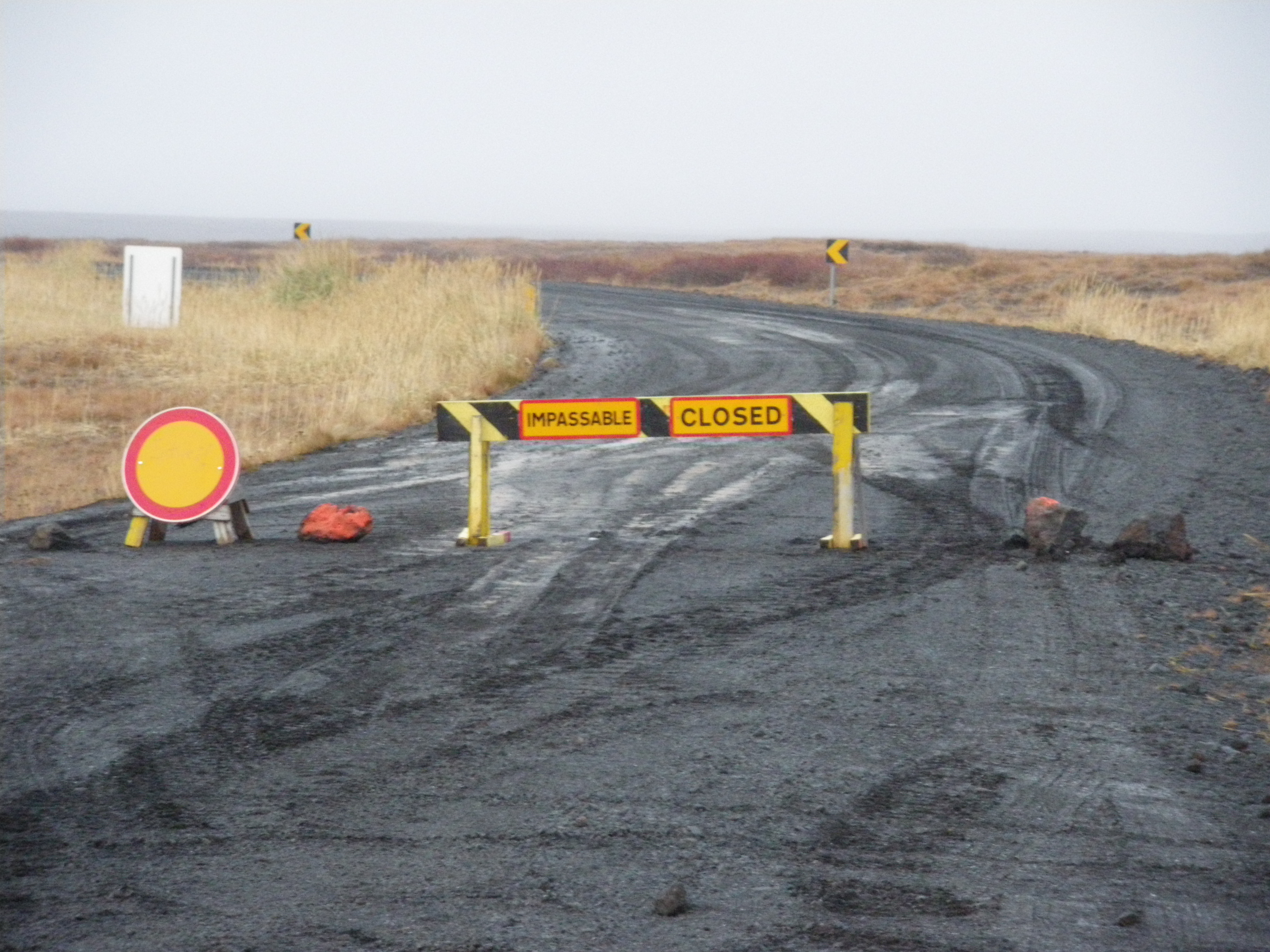
Fermeture de la piste durant l'hiver.
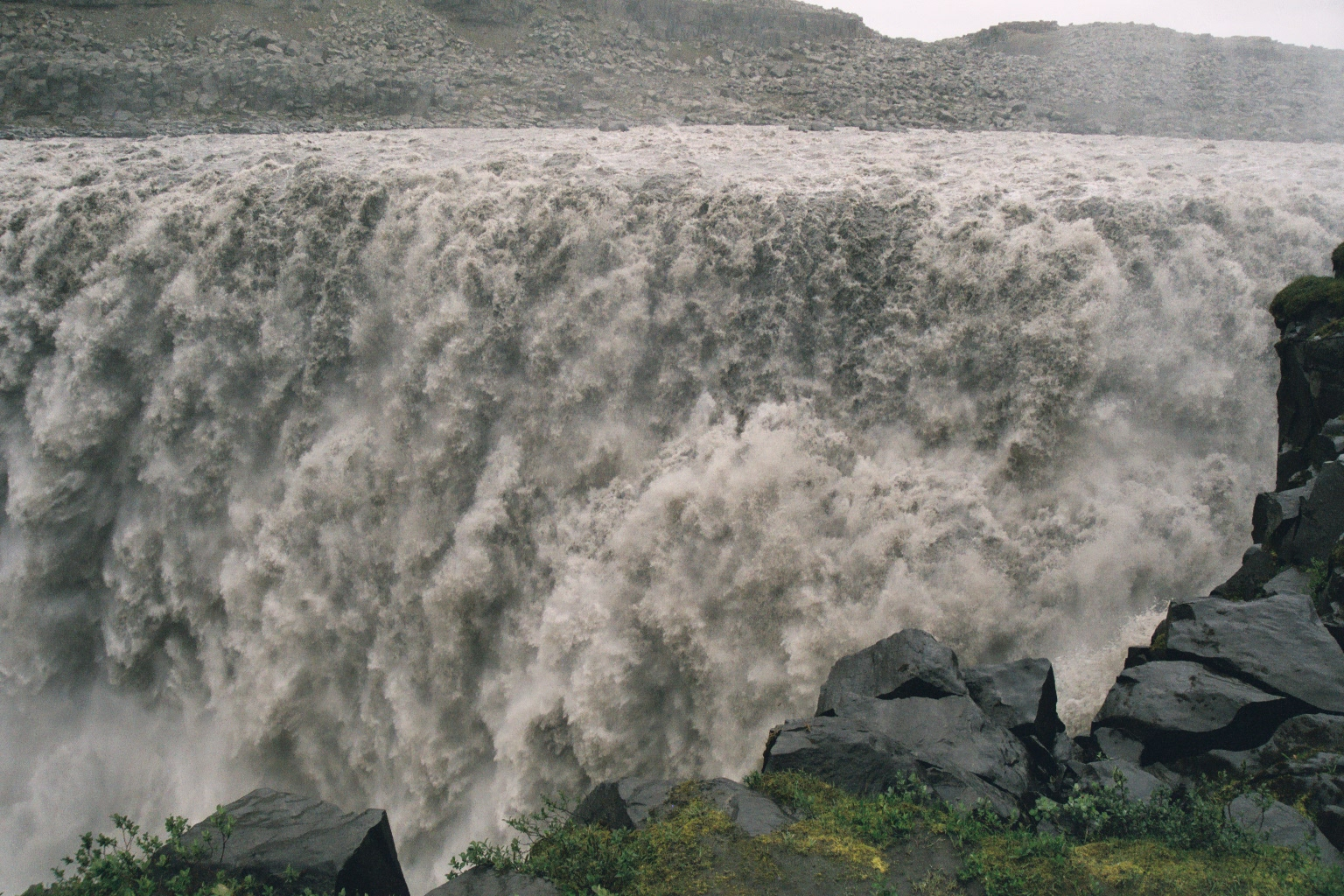
Dettifoss.
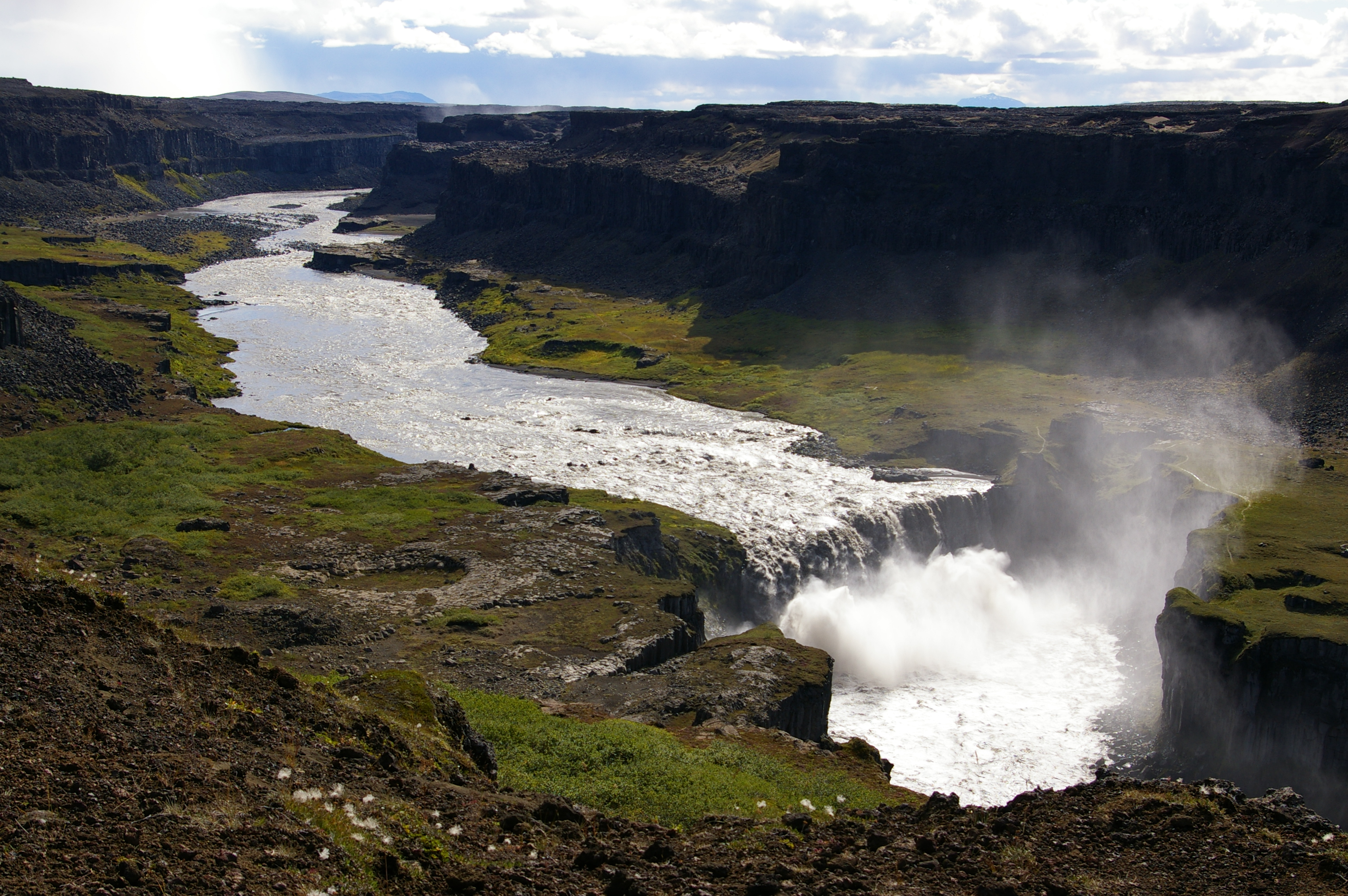
Hafragilsfoss.